# Creation Records
La Creation Records è un'etichetta discografica indipendente britannica fondata nel 1983 dal produttore discografico Alan McGee, da Dick Green e da Joe Foster e attiva fino al 1999. Il nome venne ispirato dall'omonima band degli anni sessanta The Creation, molto amata da McGee. 
McGee, Green e Foster, oltre che soci nell'etichetta erano anche membri dei Biff Bang Pow!, band indie pop britannica il cui nome è tratto (sempre) da una canzone dei Creation.
Il primo disco pubblicato dall'etichetta, grazie ad un prestito bancario di 1.000 sterline, fu '73 in '83, singolo della band The Legend! uscito nel 1983. Da allora la Creation diventerà una delle etichette chiave del movimento indie pop inglese della metà degli anni 1980, grazie anche ai primi artisti messi sotto contratto come The Jesus and Mary Chain e Primal Scream.

## Band prodotte
Durante il suo periodo di attività la Creation Records ha lanciato diverse band di rock alternativo britannico. Eccone una lista:
- Adorable
- BMX Bandits
- The Boo Radleys
- Felt
- Heavy Stereo
- Fluke
- The House of Love
- Hurricane#1
- The Jazz Butcher
- The Jesus and Mary Chain
- Meat Whiplash
- The Membranes
- My Bloody Valentine
- Momus
- Moonshake
- Oasis
- Primal Scream
- Ride
- Saint Etienne
- Silverfish
- Slaughter Joe
- Slowdive
- Super Furry Animals
- Swervedriver
- Teenage Fanclub
- Teenage Filmstars
- The Telescopes
- Ultra Living
- The Weather Prophets
- 18 Wheeler
- 3 Colours Red